# Seznam sítí trolejbusové dopravy v Severní Americe
Toto je seznam sítí trolejbusové dopravy v Severní Americe. Obsahuje všechny zaniklé i provozní sítě trolejbusů, které se v Severní Americe nacházely či nacházejí.
Jména měst, kde jsou trolejbusy dosud v provozu, jsou napsána tučně. Pokud existuje článek ke konkrétnímu provozu, je na něj v kolonce Článek uveden odkaz.
Do tohoto seznamu je zařazena i v Tichém oceánu ležící Havaj, jakožto část Spojených států.

## Seznam sítí trolejbusové dopravy v Severní Americe

### KanadaKanada
| Město (provoz)             | Článek | Zahájení provozu                | Ukončení provozu                 | Poznámky                                               |
| -------------------------- | ------ | ------------------------------- | -------------------------------- | ------------------------------------------------------ |
| Calgary                    |        | 1. června 1947                  | 8. března 1975                   |                                                        |
| Cornwall                   |        | 8. června 1949                  | 31. května 1970                  |                                                        |
| Edmonton                   |        | 24. září 1939                   | 2. května 2009                   |                                                        |
| Fort William – Port Arthur |        | 15. prosince 1947               | 16. července 1972                | obě města jsou od roku 1970 součástí města Thunder Bay |
| Halifax                    |        | 27. března 1949                 | 31. prosince 1969                |                                                        |
| Hamilton                   |        | 10. prosince 1950               | 31. prosince 1992                |                                                        |
| Kitchener                  |        | 1. ledna 1947                   | 26. března 1973                  |                                                        |
| Montréal                   |        | 29. března 1937                 | 18. června 1966                  |                                                        |
| Ottawa                     |        | 15. prosince 1951               | 27. června 1959                  |                                                        |
| Regina                     |        | 4. září 1947                    | 28. února 1966                   |                                                        |
| Saskatoon                  |        | 22. listopadu 1948              | 13. května 1974                  |                                                        |
| Thunder Bay                |        |                                 |                                  | viz Fort William – Port Arthur                         |
| Toronto                    |        | 18. června 1922 19. června 1947 | 31. srpna 1925 19. července 1993 | doprava přerušena 13. ledna 1992 – 3. září 1992        |
| Vancouver                  |        | 5. prosince 1945 16. srpna 1948 | 14. prosince 1945 –              | zkušební provoz                                        |
| Victoria                   |        | 19. listopadu 1945              | 30. listopadu 1945               | zkušební provoz                                        |
| Windsor                    |        | 5. května 1922                  | listopad 1926                    |                                                        |
| Winnipeg                   |        | 21. listopadu 1938              | 30. října 1970                   |                                                        |

Nákladní trolejbusové tratě:
| Město (provoz)   | Článek | Zahájení provozu | Ukončení provozu | Poznámky |
| ---------------- | ------ | ---------------- | ---------------- | -------- |
| Hope Brook Gold  |        | 1988             | –                |          |
| Kidd Creek Mines |        | 1988             | –                |          |

### KubaKuba
| Město (provoz) | Článek | Zahájení provozu | Ukončení provozu | Poznámky        |
| -------------- | ------ | ---------------- | ---------------- | --------------- |
| Havana         |        | 8. září 1949     | 1954 (?)         | zkušební provoz |

### MexikoMexiko
| Město (provoz)   | Článek | Zahájení provozu        | Ukončení provozu | Poznámky        |
| ---------------- | ------ | ----------------------- | ---------------- | --------------- |
| Ciudad de México |        | 1948 1951 6. dubna 1952 | 1948 1951 –      | zkušební provoz |
| Guadalajara      |        | 15. prosince 1976       | –                |                 |

### Spojené státy americké

#### Severní Amerika
| Město (provoz)           | Článek | Zahájení provozu                             | Ukončení provozu                            | Poznámky                                                             |
| ------------------------ | ------ | -------------------------------------------- | ------------------------------------------- | -------------------------------------------------------------------- |
| Akron                    |        | 12. listopadu 1941                           | 6. června 1959                              |                                                                      |
| Atlanta                  |        | 28. června 1937                              | 27. září 1963                               |                                                                      |
| Baltimore                |        | 6. března 1938                               | 21. června 1959                             |                                                                      |
| Baltimore – Randallstown |        | 1. listopadu 1922                            | 31. srpna 1931                              |                                                                      |
| Birmingham               |        | 30. dubna 1947                               | 22. listopadu 1958                          |                                                                      |
| Boston                   |        | 1887 1901 11. dubna 1936                     | 1887 1901 –                                 | zkušební provoz                                                      |
| Buffalo                  |        | 30. prosince 1949                            | leden 1950                                  | zkušební provoz                                                      |
| Camden                   |        | 1. září 1935                                 | 1. června 1947                              |                                                                      |
| Cincinnati               |        | 1. prosince 1936                             | 18. června 1965                             |                                                                      |
| Cleveland                |        | 1. března 1936                               | 14. června 1963                             |                                                                      |
| Cohoes                   |        | 2. listopadu 1924                            | 12. prosince 1937                           |                                                                      |
| Columbus                 |        | 3. prosince 1933                             | 30. května 1965                             |                                                                      |
| Covington                |        | 11. července 1937                            | 17. března 1958                             | součástí sítě byla meziměstská trať do Cincinnati                    |
| Dallas                   |        | 25. listopadu 1945                           | 28. července 1966                           |                                                                      |
| Dayton                   |        | 23. dubna 1933                               | –                                           |                                                                      |
| Denver                   |        | 2. června 1940                               | 10. června 1955                             |                                                                      |
| Des Moines               |        | 9. října 1938                                | 24. ledna 1964                              |                                                                      |
| Detroit                  |        | 1921 1924 14. června 1930 15. listopadu 1949 | 1921 1924 11. srpna 1937 16. listopadu 1962 | zkušební provoz                                                      |
| Duluth                   |        | 5. října 1931                                | 15. května 1957                             |                                                                      |
| Fairhaven                |        | 16. října 1915                               | 1. prosince 1915                            | zkušební provoz                                                      |
| Filadelfie               |        | 1921 14. října 1923                          | 1921 –                                      | zkušební provoz provoz přerušen mezi 1. červencem 2003 a dubnem 2008 |
| Fitchburg                |        | 10. května 1932                              | 30. června 1946                             | součástí sítě byla meziměstská trať do Leominsteru                   |
| Flint                    |        | 1936 1. března 1937                          | 1936 26. března 1956.                       | zkušební provoz                                                      |
| Fort Wayne               |        | 7. července 1940                             | 12. června 1960                             |                                                                      |
| Greensboro               |        | 15. července 1934                            | 5. června 1956                              |                                                                      |
| Greenville               |        | 19. srpna 1934                               | 20. února 1956                              |                                                                      |
| Chicago                  |        | 17. dubna 1930                               | 25. března 1973                             |                                                                      |
| Indianapolis             |        | 4. prosince 1932                             | 10. května 1957                             |                                                                      |
| Johnstown                |        | 20. listopadu 1951                           | 11. listopadu 1967                          |                                                                      |
| Kansas City              |        | 19. května 1938                              | 4. ledna 1959                               | součástí sítě byla meziměstská trať do Kansas City (Kansas)          |
| Kenosha                  |        | 15. února 1932                               | březen 1952                                 |                                                                      |
| Knoxville                |        | 28. dubna 1930                               | 1. července 1945                            |                                                                      |
| Little Rock              |        | 26. prosince 1947                            | 1. března 1956                              |                                                                      |
| Los Angeles              |        | 11. září 1910 1922 1937 3. srpna 1947        | 1915 1922 1937 30. března 1963              | zkušební provoz                                                      |
| Louisville               |        | 27. prosince 1936                            | 7. května 1951                              |                                                                      |
| Memphis                  |        | 8. listopadu 1931                            | 22. dubna 1960                              |                                                                      |
| Merrill                  |        | leden 1913                                   | prosinec 1913                               |                                                                      |
| Milwaukee                |        | 8. listopadu 1936                            | 20. června 1965                             |                                                                      |
| Minneapolis              |        | 5. května 1922                               | 22. května 1923                             | zkušební provoz                                                      |
| Nantucket Beach          |        | 1887                                         | 1887                                        | zkušební provoz                                                      |
| New Bedford              |        | 1914                                         | 1914                                        | zkušební provoz                                                      |
| New Haven                |        | 1903                                         | 1903                                        | zkušební provoz                                                      |
| New Orleans              |        | 2. prosince 1929                             | 26. března 1967                             |                                                                      |
| New York                 |        | 8. října 1921 1923 23. července 1930         | 16. října 1927 1923 26. července 1960       | provoz na Staten Islandu zkušební provoz provoz v Brooklynu          |
| Newark                   |        | 15. září 1935                                | 10. listopadu 1948                          |                                                                      |
| Norfolk                  |        | 1921 1923                                    | 1921 1923                                   | zkušební provoz                                                      |
| Peoria                   |        | 13. listopadu 1931                           | 3. října 1946                               |                                                                      |
| Petersburg               |        | 19. června 1923                              | 31. prosince 1926                           |                                                                      |
| Pittsburgh               |        | 28. září 1936 1949                           | 11. října 1936 1949                         | zkušební provoz                                                      |
| Portland                 |        | 30. srpna 1936                               | 23. října 1958                              |                                                                      |
| Portsmouth               |        | 1923                                         | 1923                                        | zkušební provoz                                                      |
| Providence               |        | 26. prosince 1931                            | 24. června 1955                             | součástí sítě byla meziměstská trať do Pawtucketu                    |
| Richmond                 |        | 1921                                         | 1921                                        | zkušební provoz                                                      |
| Rockford                 |        | 10. prosince 1930                            | 6. června 1947                              |                                                                      |
| Rochester                |        | 1. listopadu 1923                            | 22. března 1932                             |                                                                      |
| Saint Joseph             |        | 1. srpna 1932                                | 22. listopadu 1966                          |                                                                      |
| Salt Lake City           |        | 9. září 1928                                 | září 1946                                   |                                                                      |
| San Francisco            |        | 6. října 1935                                | –                                           |                                                                      |
| Scranton                 |        | 1903                                         | 1903                                        | zkušební provoz                                                      |
| Seattle                  |        | 27. února 1937 28. dubna 1940                | 9. března 1937 –                            | zkušební provoz částečně provoz duobusů                              |
| Shreveport               |        | 15. prosince 1931                            | 26. května 1965                             |                                                                      |
| Toledo                   |        | 1. února 1935                                | 28. května 1952                             |                                                                      |
| Topeka                   |        | 27. března 1932                              | 30. června 1940                             |                                                                      |
| Weehawken                |        | 1934                                         | 1934                                        | zkušební provoz                                                      |
| Wilkes-Barre             |        | 15. prosince 1939                            | 29. srpna 1947                              |                                                                      |
| Wilmington               |        | 24. září 1939                                | 6. prosince 1957                            |                                                                      |
| Youngstown               |        | 11. listopadu 1936                           | 10. června 1959                             |                                                                      |

#### Austrálie a Oceánie
| Město (provoz) | Článek | Zahájení provozu   | Ukončení provozu     | Poznámky        |
| -------------- | ------ | ------------------ | -------------------- | --------------- |
| Honolulu       |        | 1936 1. ledna 1938 | 1936 22. června 1957 | zkušební provoz |